# Verein der Plakatfreunde
Der Verein der Plakatfreunde, auch Verein der Plakatfreunde e. V. für Kunst in der Reklame (VDP) genannt, war ein Anfang des 20. Jahrhunderts gegründeter Verein von  „Plakatfreunden“ in Deutschland. Er setzte sich aus Sammlern, Werbegrafikern, Reklamekünstlern, Kunstschulen, Druckereien, Museen und Bibliotheken sowie Auftraggebern zusammen. Zur Förderung künstlerisch gestalteter Werbung veranstaltete der Verein Wettbewerbe und gab Schriften wie beispielsweise Das Plakat heraus. Der Verein der Plakatfreunde spielte eine große Rolle bei der Professionalisierung von Gebrauchsgrafikern und gilt als Vorläufer des Bundes der Deutschen Gebrauchsgraphiker (BDG).

## Geschichte

Umschlag der Mitteilungen des Vereins der Plakatfreunde vom Oktober 1911, gestaltet von Burkhard Mangold

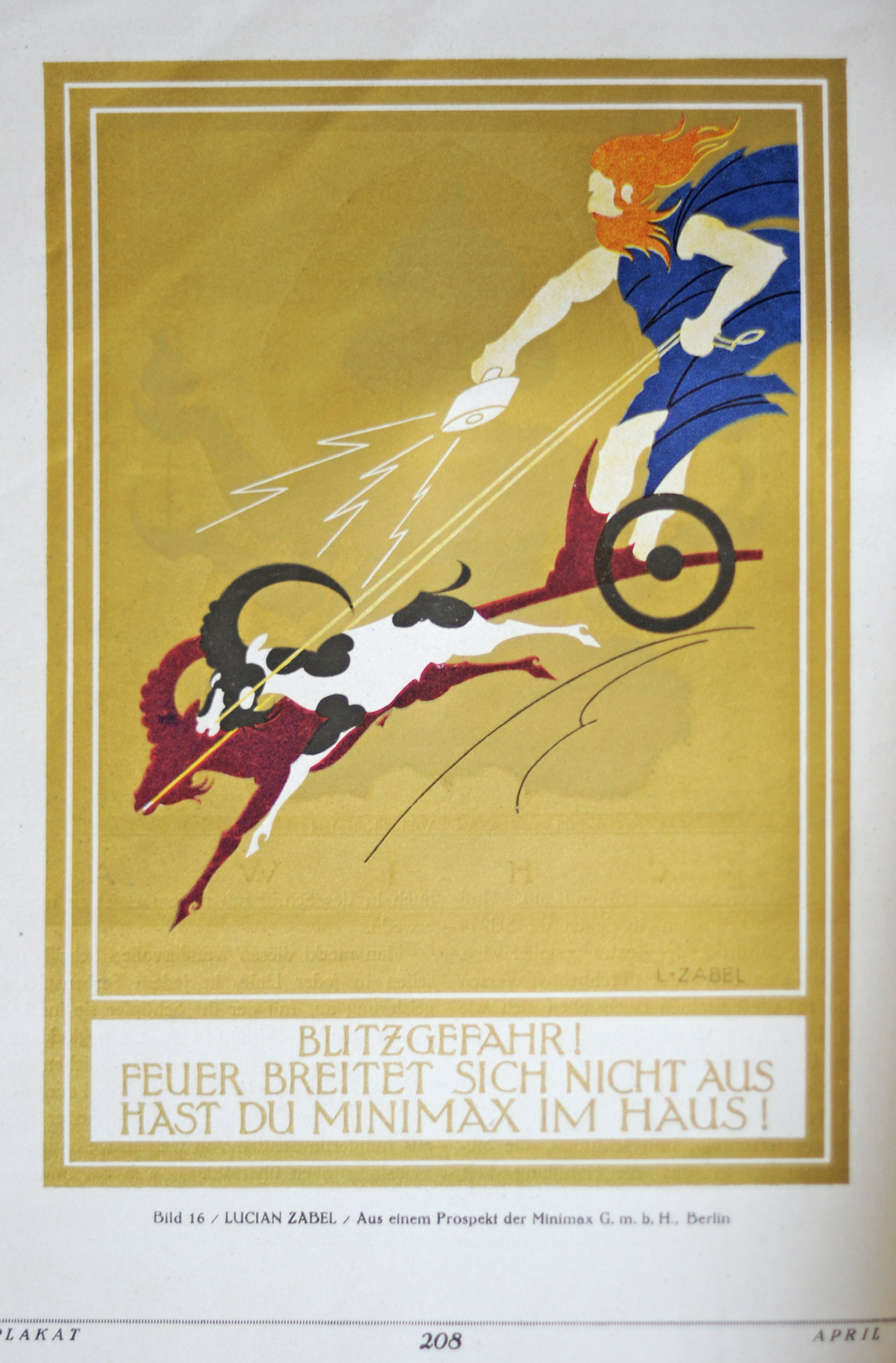
„Blitzgefahr!“, Anzeige für die Brandschutzfirma Minimax von Lucian Zabel, in: Das Plakat, April 1921

Der Verein der Plakatfreunde e. V. für Kunst in der Reklame wurde im Jahr 1905 von sechs „Plakatfreunden“ in Berlin gegründet. Darunter waren der Zahnarzt und Sammler Hans Sachs, der Künstler Lucian Bernhard und Hans Meyer. Diese ersten Mitglieder formulierten als Vereinsziel die Förderung des Reklamewesens. Sie beabsichtigten, „insbesondere das Plakatwesen im künstlerischen Sinne zu beeinflussen und das Interesse am Künstlerplakat beim Publikum und bei der Geschäftswelt durch Ausstellungen, Vorträge sowie Tausch und Verkauf von Plakaten zu fördern.“
Der Verein der Plakatfreunde vermittelte zwischen anfragenden Kunden und den selbständig künstlerisch arbeitenden Vereinsmitgliedern und umgekehrt. Der ab 1910 herausgegebenen Vereinszeitschrift Mitteilungen des Vereins der Plakatfreunde folgte die erstmals 1913 und bis zur Vereinsauflösung 1920  erschienene Zeitschrift Das Plakat. Zeitschrift des Vereins der Plakatfreunde e. V. Diese Publikationen fanden einen großen Käuferkreis: Betrug die Vorläufer-Erstausgabe 1910 noch 200 Exemplare, verließen im Jahr 1916 bereits 3.000 Exemplare die Druckerpressen. Parallel dazu wuchs die Anzahl der Vereinsmitglieder: Waren es 1912 noch 551 Mitglieder, erhöhte sich die Anzahl im Folgejahr auf 1.150. Zahlreiche „prominente Gestalter und Kritiker“ zählten dazu, daneben auch einflussreiche Unternehmen und Organisationen wie die Wiener Werkstätte, Hollerbaum & Schmidt, die Henkell & Co. Sektkellerei, der Verband Deutscher Reklamefachleute (VDR), die „Bibliothek des Königlichen Kunstgewerbemuseums Berlin“, die Farbenwerke der Bayer AG, der Markeninhaber von 4711 und der Schokoladenhersteller Stollwerck.
Neben dem Hauptsitz des Vereins der Plakatfreunde in Berlin bildeten sich in Dresden, München und Hannover Ortsgruppen.
In der Weimarer Republik löste sich der Verein im Jahr 1920 auf.

## Wettbewerbe

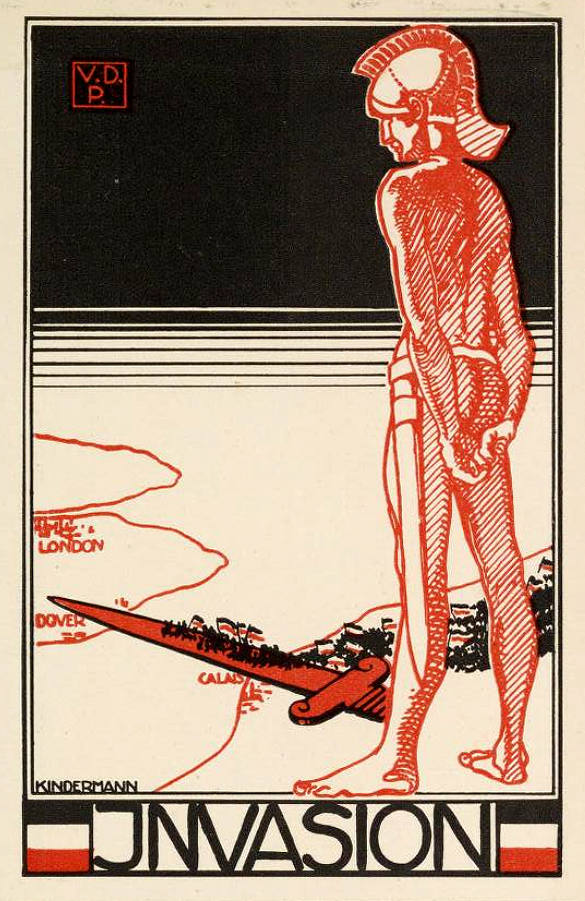
1915 durch den VDP, Ortsgruppe Hannover preisgekrönter Entwurf der Kriegspostkarte „Invasion“ von Georg Kindermann

Der Verein der Plakatfreunde rief insgesamt acht Gestaltungswettbewerbe aus. Während des Ersten Weltkriegs schrieb der „Hauptverein“ im Jahr 1915 allein vier Wettbewerbe zeitgleich aus. Die daraufhin eingereichten Arbeiten wurden auf Veranlassung der Ortsgruppe Hannover im Dezember des Jahres im hannoverschen Kestner-Museum ausgestellt.
Die lokalen Ortsgruppen richteten auch eigene Wettbewerbe aus. So schrieb die Ortsgruppe Hannover 1915 „einen engeren Wettbewerb zur Erlangung zweier Kriegspostkarten“ aus. Die anschließend preisgekrönten Entwürfe von Georg Kindermann und Valentin Mink wurden dann der Märzausgabe 1915 der Vereinszeitschrift Das Plakat „in Originaldrucken beigefügt“.

## Schriften
Periodika:
- 1910–1912: Mitteilungen des Vereins der Plakatfreunde
- 1913–1921: Das Plakat. Zeitschrift des Vereins der Plakatfreunde e. V., anfangs Berlin: Max Schildberger, Inhaber A. Schlesinger; später Berlin: Verlag Das Plakat
  - darin 1919–1921: Beilage Die Kultur der Reklame
  - Gustav Edmund Pazaurek: Schriftplakat und Plakatschrift, In: Das Plakat, Bd. 5, 1914, Nr. 4, S. 144–157.
  - Max Schwarzer: Selbstbekenntnisse,  In: Das Plakat, Bd. 9, 1918, Nr. 4, S. 3–10.
  - Walter von zur Westen: Deutsche Reklamekunst aus fünf Jahrhunderten, In: Das Plakat, Bd. 9, 1918, Nr. 5–6, S. 157–231.
  - Franz Christophe: Einige persoenliche Bemerkungen zu meinen Arbeiten, In: Das Plakat, Bd. 9, 1918, Nr. 5–6, S. 232–238.
  - Anna Goetze: Frauen im Dienste der Werbekunst / von Anna Adelheid Goetze, Bremen.In: Das Plakat, Bd. 10, 1919, Nr. 2, S. 93–108
  - Albert Schramm: Buchdrucker- und Buchhändler-Signete, In: Das Plakat, Bd. 10, 1919, Nr. 6, S. 401–412.
  - Kersten Paul: Buntpapier. Seine Geschichte, Technik, Art und Verwendbarkeit, In: Das Plakat, Bd. 11, 1920, Nr. 9, S. 411–426.
- 1919–1921: Handbücher der Reklamekunst, Berlin-Charlottenburg: Verlag Das Plakat
  - Band 1 Fritz Rudolf Uebe: Die Sammlung angewandter Graphik. Verzeichnis der sammelnden Mitglieder des Vereins der Plakatfreunde e. V., 1919 (Digitalisat).
  - Band 2: Fritz Rudolf Uebe: Künstlerzeichen. Zusammenstellung von 456 Zeichen deutscher und ausländischer Reklamekünstler, 1919
  - Band 3: Hans Sachs: Schriften über Reklamekunst, 1920.
  - Band 4: Unsere Reklamekünstler, Folge 1, 1920.
  - Band 5: Unsere Reklamekünstler, Folge 2, 1921.

sonstige:
- Satzungen / Verein der Plakatfreunde e. V. Kuno Bergmann, Berlin 1914.
- Otto Schmidt-Bertsch (Hrsg.): Das Plakat. Katalog. Ausstellung Münchner Reklamekunst, Juli – August 1914 im Ausstellungspark, Werkstättengebäude. Veranstaltet vom Verein der Plakatfreunde, Ortsgruppe München, In: München, Kunst-im-Druck-GmbH, Graphische Kunstanstalt, München 1914 (Digitalisat).
- Rudolf Bleistein: Neue deutsche Buchillustration, Beilage der Mitteilungen des Vereins der Plakatfreunde, Berlin 1915
- Deutsche Kaufleute, sprecht deutsch!, Hrsg. Allgemeiner Deutscher Sprachverein, Verein der Plakatfreunde u. a. Feyl, Berlin 1915.
- Dresdener Werbeschau für alle Gebiete der Reklame. 23. Oktober bis 6. November in den Kunstausstellungsräumen, Lennéstraße, 1921. Veranstaltet vom Verein d.erPlakatfreunde e. V., Ortsgruppe Dresden, und dem Bund Deutscher Gebrauchsgrafiker, Ortsgruppe Dresden. O. Laube, Dresden 1921.